# Annouville-Vilmesnil
Annouville-Vilmesnil est une commune française située dans le département de la Seine-Maritime en région Normandie.

## Géographie

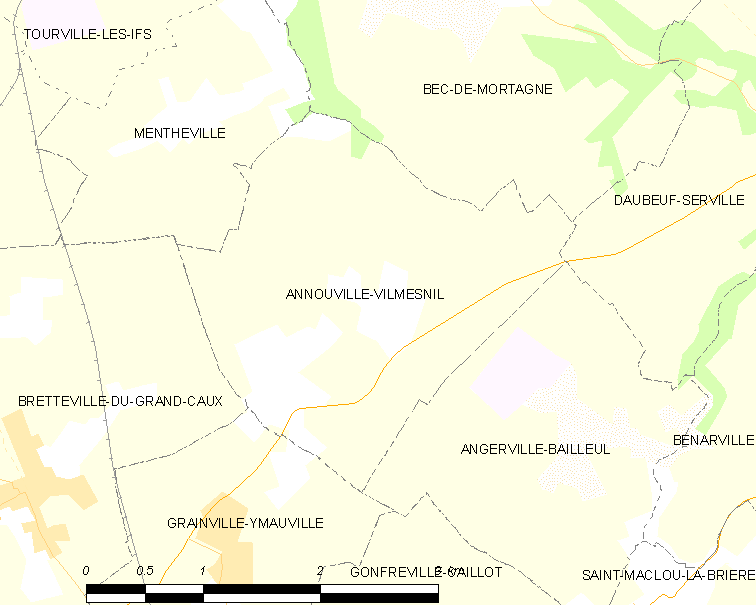
Carte de la commune.
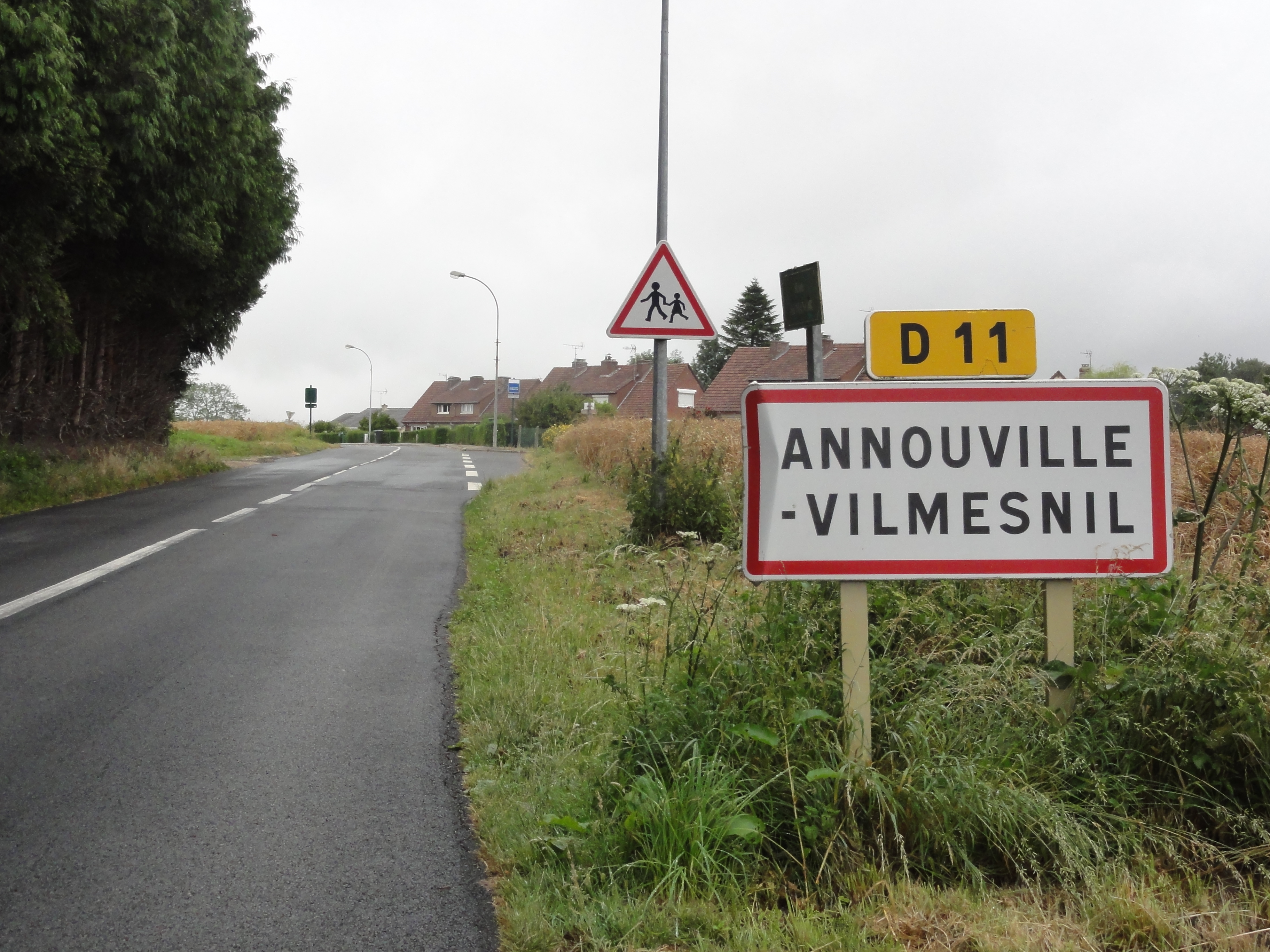
Entrée de l'agglomération.
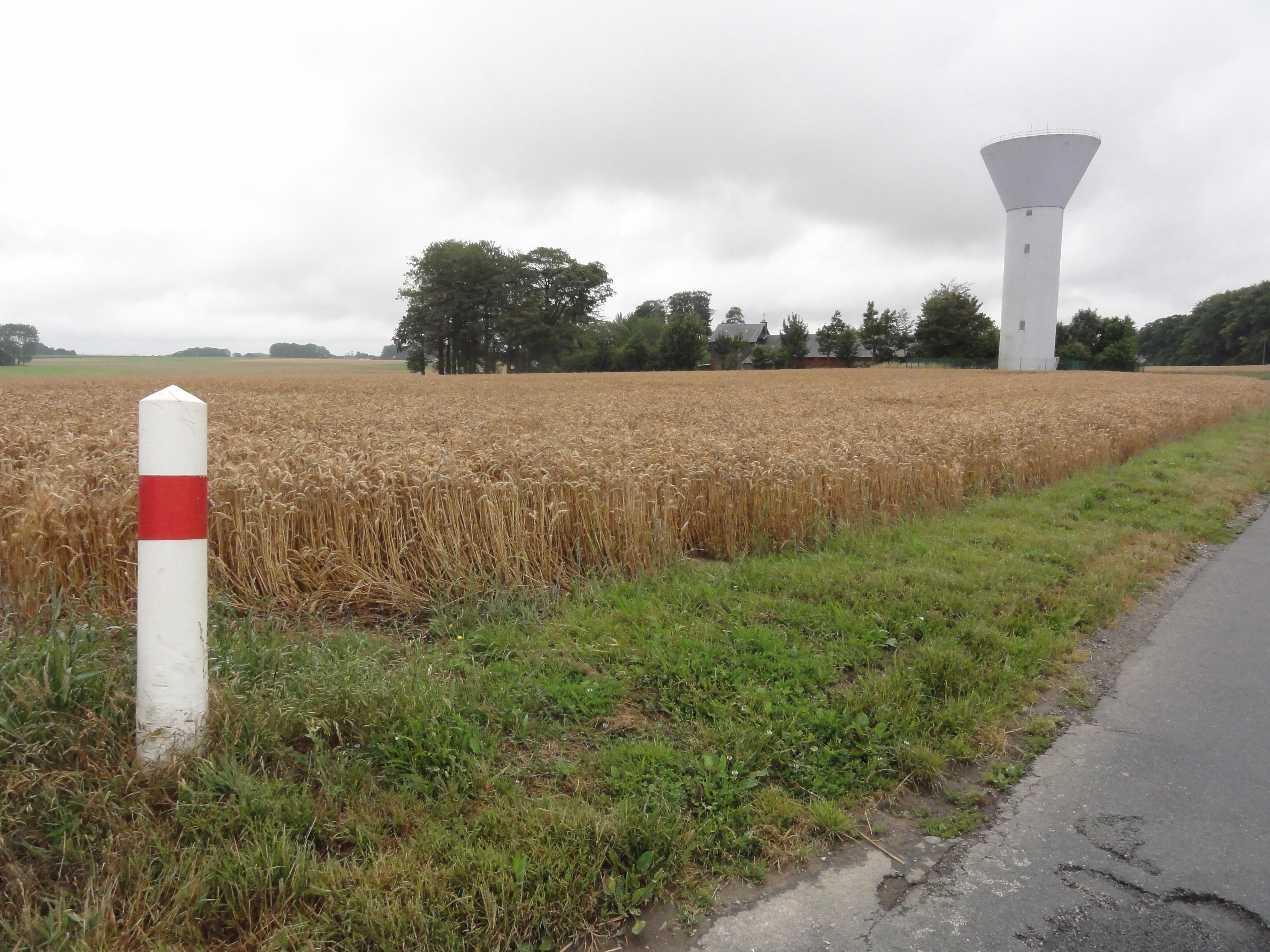
Paysage avec château-d'eau.
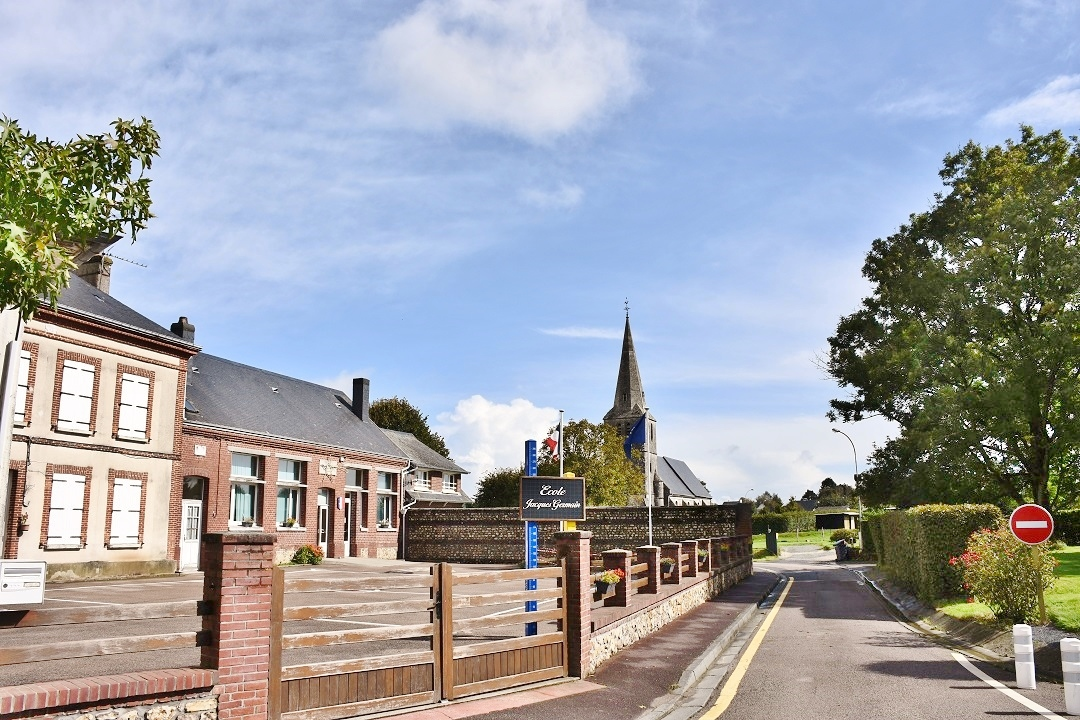
Panorama général.

Commune du pays de Caux située dans le canton de Saint-Romain-de-Colbosc.

### Hydrographie
La commune est située dans le bassin Seine-Normandie. Elle n'est drainée par aucun cours d'eau.

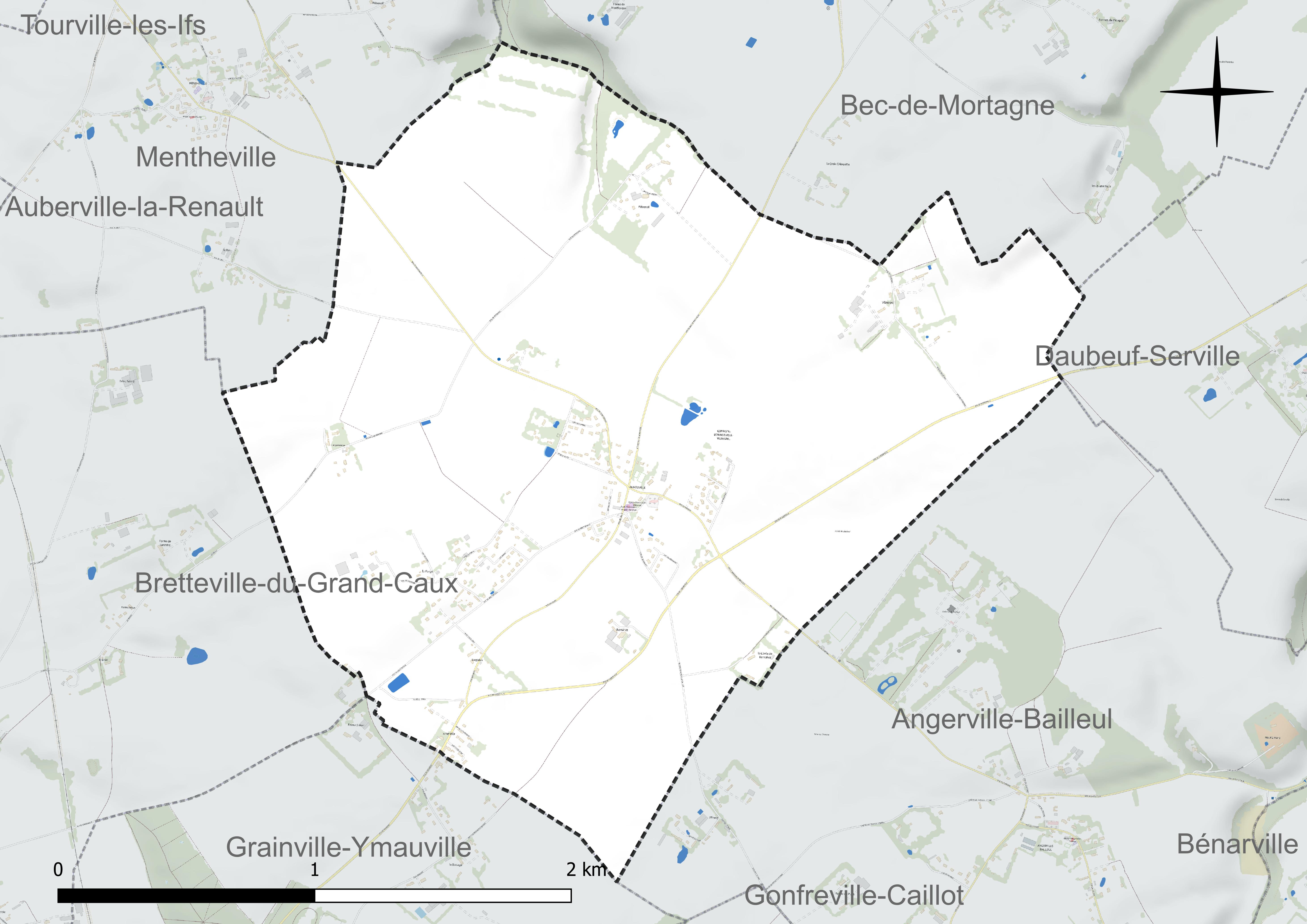
Réseau hydrographique d'Annouville-Vilmesnil.

### Climat
Pour des articles plus généraux, voir Climat de la Normandie et Climat de la Seine-Maritime.
En 2010, le climat de la commune est de type climat océanique franc, selon une étude du CNRS s'appuyant sur une série de données couvrant la période 1971-2000. En 2020, Météo-France publie une typologie des climats de la France métropolitaine dans laquelle la commune est exposée à un climat océanique et est dans la région climatique Côtes de la Manche orientale, caractérisée par un faible ensoleillement (1 550 h/an) ; forte humidité de l’air (plus de 20 h/jour avec humidité relative > 80 % en hiver), vents forts fréquents. Parallèlement le GIEC normand, un groupe régional d’experts sur le climat, différencie quant à lui, dans une étude de 2020, trois grands types de climats pour la région Normandie, nuancés à une échelle plus fine par les facteurs géographiques locaux. La commune est, selon ce zonage, exposée à un « climat maritime », correspondant au Pays de Caux, frais, humide et pluvieux, légèrement plus frais que dans le Cotentin.
Pour la période 1971-2000, la température annuelle moyenne est de 10,3 °C, avec une amplitude thermique annuelle de 13,1 °C. Le cumul annuel moyen de précipitations est de 960 mm, avec 13,6 jours de précipitations en janvier et 9 jours en juillet. Pour la période 1991-2020, la température moyenne annuelle observée sur la station météorologique la plus proche, située sur la commune de Octeville-sur-Mer à 26 km à vol d'oiseau, est de 11,5 °C et le cumul annuel moyen de précipitations est de 790,7 mm,. Pour l'avenir, les paramètres climatiques de la commune estimés pour 2050 selon différents scénarios d’émission de gaz à effet de serre sont consultables sur un site dédié publié par Météo-France en novembre 2022.

## Urbanisme

### Typologie
Au 1er janvier 2024, Annouville-Vilmesnil est catégorisée commune rurale à habitat dispersé, selon la nouvelle grille communale de densité à sept niveaux définie par l'Insee en 2022.
Elle est située hors unité urbaine. Par ailleurs la commune fait partie de l'aire d'attraction du Havre, dont elle est une commune de la couronne,. Cette aire, qui regroupe 116 communes, est catégorisée dans les aires de 200 000 à moins de 700 000 habitants,.

### Occupation des sols
L'occupation des sols de la commune, telle qu'elle ressort de la base de données européenne d’occupation biophysique des sols Corine Land Cover (CLC), est marquée par l'importance des territoires agricoles (99,3 % en 2018), une proportion identique à celle de 1990 (99,3 %). La répartition détaillée en 2018 est la suivante : 
terres arables (82,6 %), zones agricoles hétérogènes (16,7 %), forêts (0,7 %). L'évolution de l’occupation des sols de la commune et de ses infrastructures peut être observée sur les différentes représentations cartographiques du territoire : la carte de Cassini (XVIIIe siècle), la carte d'état-major (1820-1866) et les cartes ou photos aériennes de l'IGN pour la période actuelle (1950 à aujourd'hui).

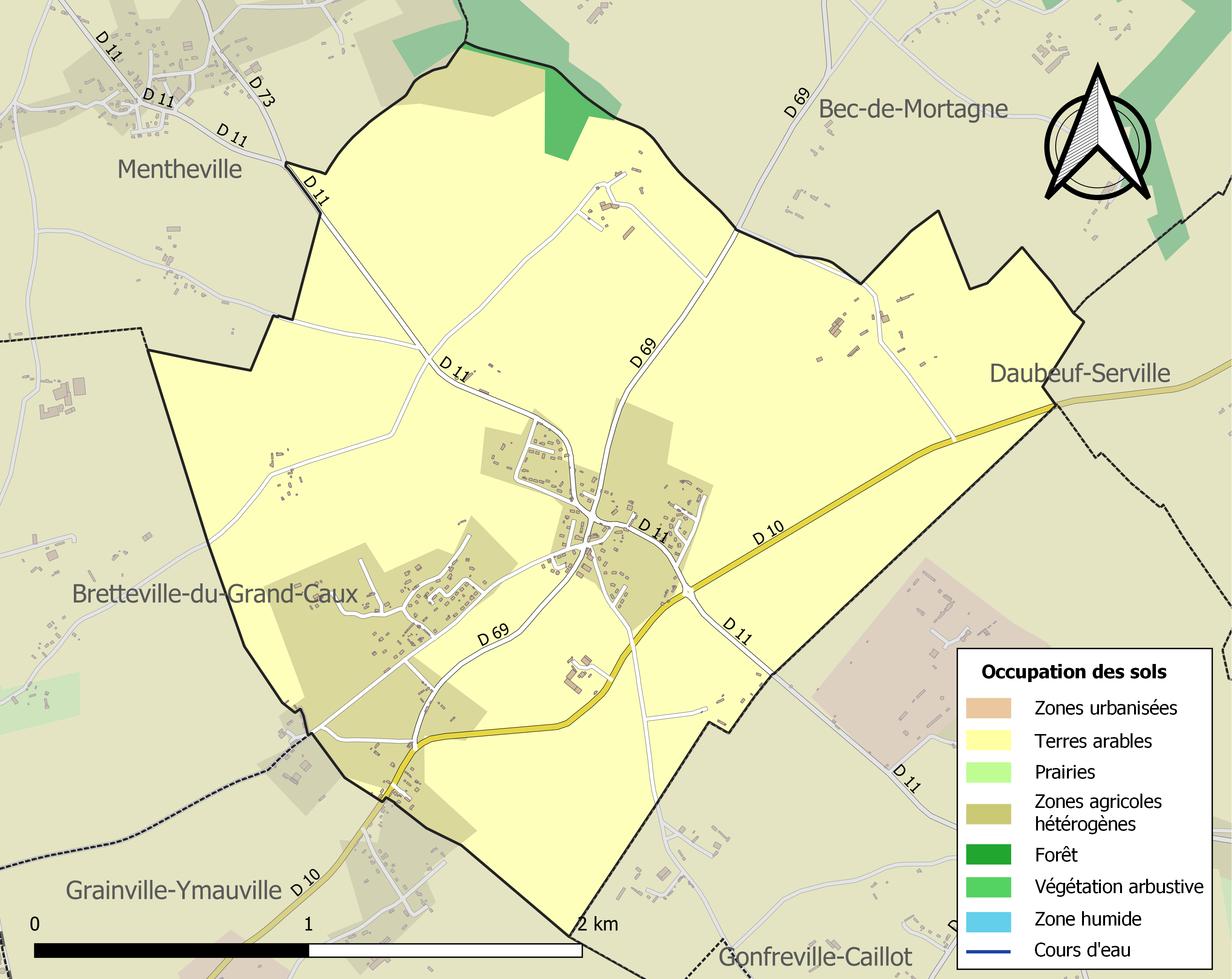
Carte des infrastructures et de l'occupation des sols de la commune en 2018 (CLC).

## Toponymie
Les communes de d’Annouville et Vilmesnil ont été réunies sous le nom d’Annouville-Vilmesnil par ordre royal du 3 septembre 1823.
Annouville : est attesté sous les formes Asnovilla vers 1240; Ecclesia de Annouvilla en 1263; L'Yglise de Anouville en 1297; Anouvilla en 1363; Parrochia de Anouville en 1285; Annouville (variante Avonville) en 1337; Anouvilla en 1319, 1453, 1459, 1471; Annouville en Caux en 1406, 1408; Annouville en 1495; Sanctus Germanus de Annouvilla au xvie. siècle; Saint Germain d'Annouville en 1713, en 1715 (Frémont), en 1757 (Cassini) et en 1788; Annouville en 1953.
Vilmesnil : est attesté sous les formes Winemesnil vers 1240; de Winemaisnil en 1236 ; de Vinemesnil en 1244 et en 1304; Vinemesnil et de Vinemesnillo en 1337; Vinemesnil en 1445, 1446, 1474 et 1475; Germain de Vilmesnil, 1713; Vinemesnil en 1648; Vilmesnil en 1704 (Pouillés) ; A Villemesnil en 1664; Vilmenil 1715 (Frémont) et en 1757 (Cassini); Villemênil en 1788; Vilmesnil en 1953.

## Histoire
En juin 1901, la foudre détruit le clocher de l'église en faisant une dizaine de blessés.

## Enseignement

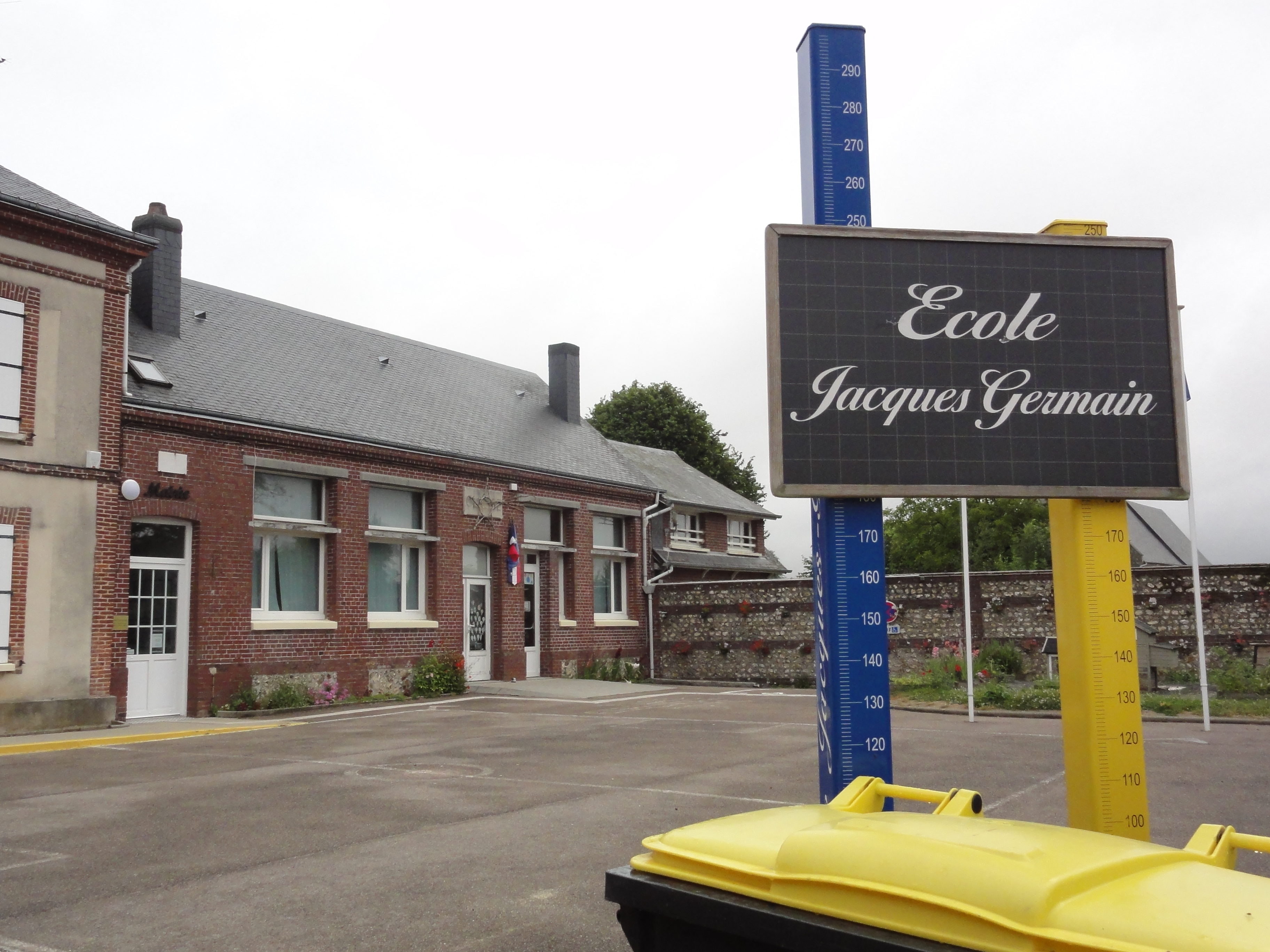
L'école.

## Politique et administration
| Période                                  | Période   | Identité              | Étiquette | Qualité                         |
| ---------------------------------------- | --------- | --------------------- | --------- | ------------------------------- |
| Les données manquantes sont à compléter. |           |                       |           |                                 |
|                                          | 1931      | Gustave Eudier        |           |                                 |
| 1932                                     | 1935      | Charles Daubeuf       |           |                                 |
| 1936                                     | 1977      | Marcel Lebreton       |           | Agriculteur                     |
| Les données manquantes sont à compléter. |           |                       |           |                                 |
| mars 2001                                | 2008      | Jacques Germain       |           |                                 |
| mars 2008                                | 2014      | M. Dominique Izabelle |           |                                 |
| 2014                                     | Mars 2022 | Nadine Morisse        | SE        | Réélue pour le mandat 2020-2022 |
| 2022                                     | 2026      | Pierre Rivoallan      | SE        | Elu pour le mandat 2022-2026    |

## Démographie
L'évolution du nombre d'habitants est connue à travers les recensements de la population effectués dans la commune depuis 1793. Pour les communes de moins de 10 000 habitants, une enquête de recensement portant sur toute la population est réalisée tous les cinq ans, les populations de référence des années intermédiaires étant quant à elles estimées par interpolation ou extrapolation. Pour la commune, le premier recensement exhaustif entrant dans le cadre du nouveau dispositif a été réalisé en 2006.

En 2022, la commune comptait 449 habitants, en évolution de −7,23 % par rapport à 2016 (Seine-Maritime : +0,35 %, France hors Mayotte : +2,11 %).
| 1793 | 1800 | 1806 | 1821 | 1831 | 1836 | 1841 | 1846 | 1851 |
| ---- | ---- | ---- | ---- | ---- | ---- | ---- | ---- | ---- |
| 340  | 379  | 378  | 388  | 478  | 437  | 381  | 393  | 401  |

| 1856 | 1861 | 1866 | 1872 | 1876 | 1881 | 1886 | 1891 | 1896 |
| ---- | ---- | ---- | ---- | ---- | ---- | ---- | ---- | ---- |
| 466  | 453  | 493  | 453  | 479  | 399  | 367  | 324  | 342  |

| 1901 | 1906 | 1911 | 1921 | 1926 | 1931 | 1936 | 1946 | 1954 |
| ---- | ---- | ---- | ---- | ---- | ---- | ---- | ---- | ---- |
| 322  | 363  | 357  | 301  | 286  | 265  | 280  | 310  | 300  |

| 1962 | 1968 | 1975 | 1982 | 1990 | 1999 | 2006 | 2011 | 2016 |
| ---- | ---- | ---- | ---- | ---- | ---- | ---- | ---- | ---- |
| 291  | 290  | 355  | 356  | 405  | 385  | 404  | 526  | 484  |

| 2021 | 2022 | - | - | - | - | - | - | - |
| ---- | ---- | - | - | - | - | - | - | - |
| 455  | 449  | - | - | - | - | - | - | - |

## Vie associative et sportive

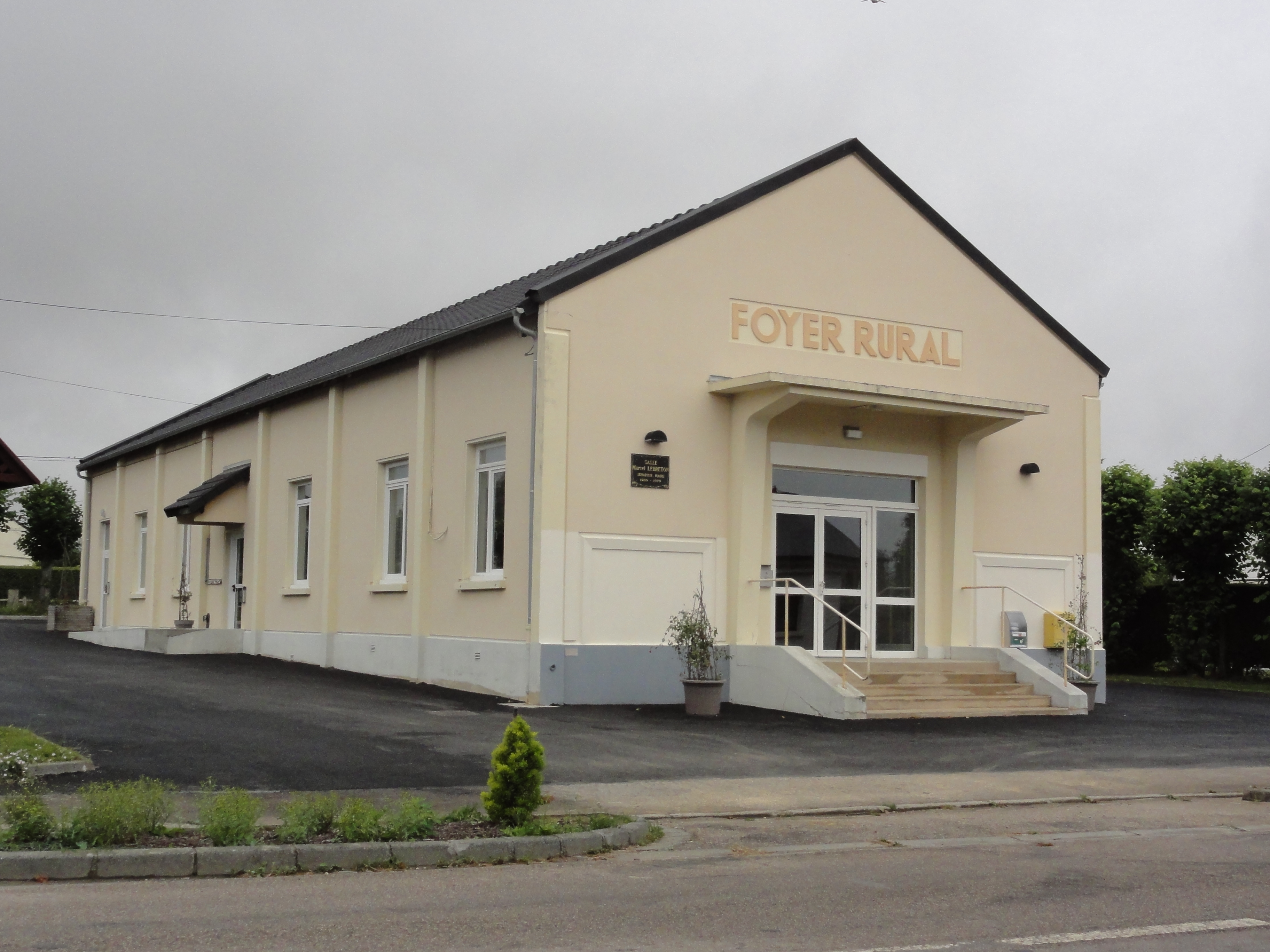
Foyer rural.
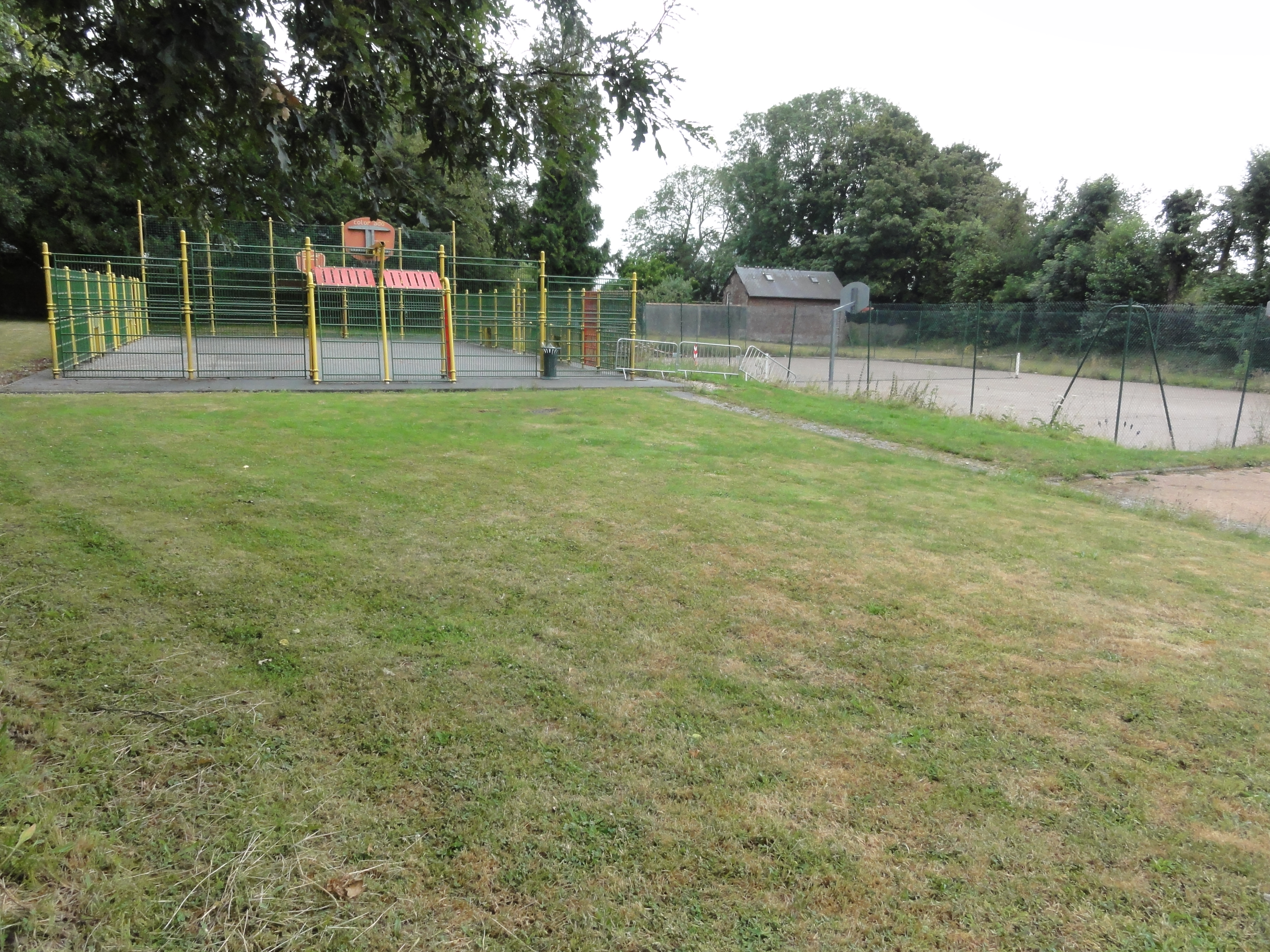
Terrain multisports.

## Culture locale et patrimoine

### Lieux et monuments

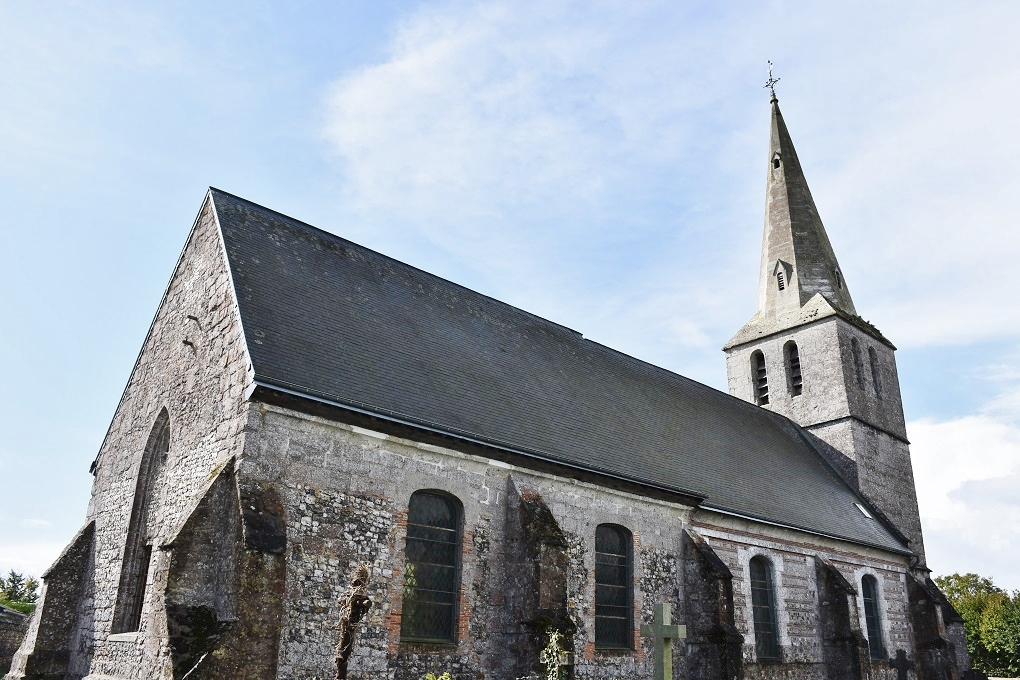
Église Saint-Germain.
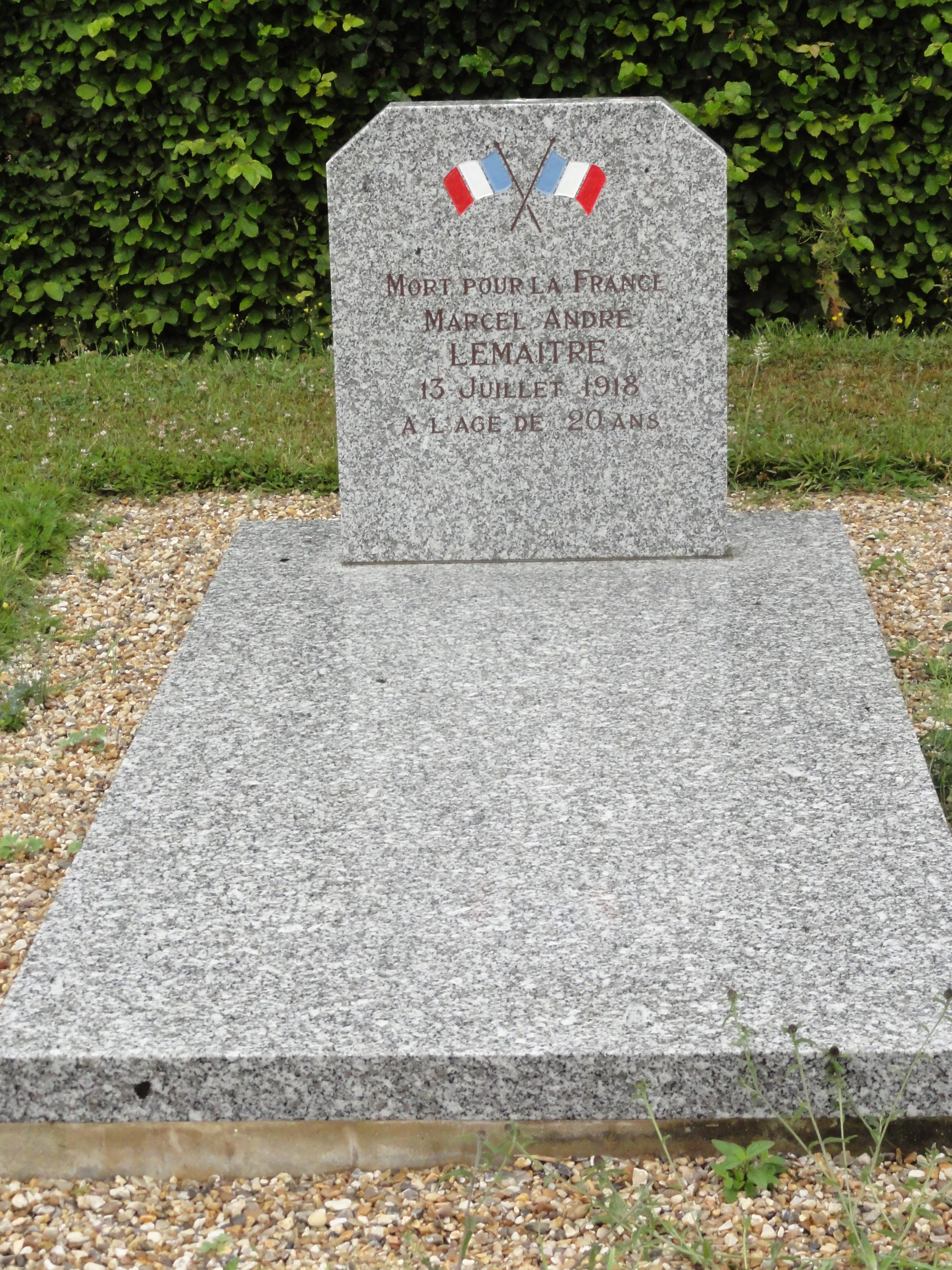

- Tombe de guerre au cimetière.
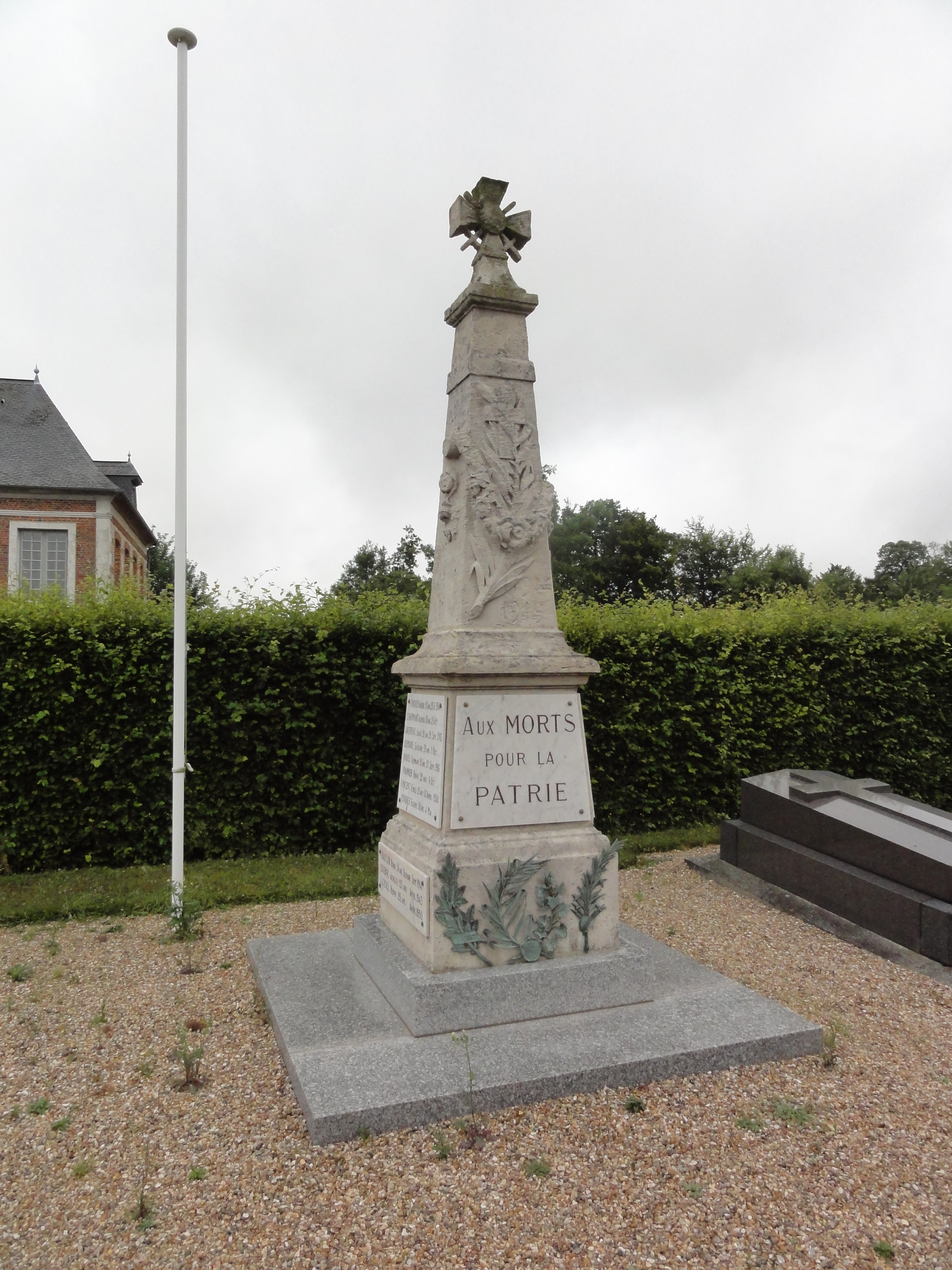
Monument aux morts.
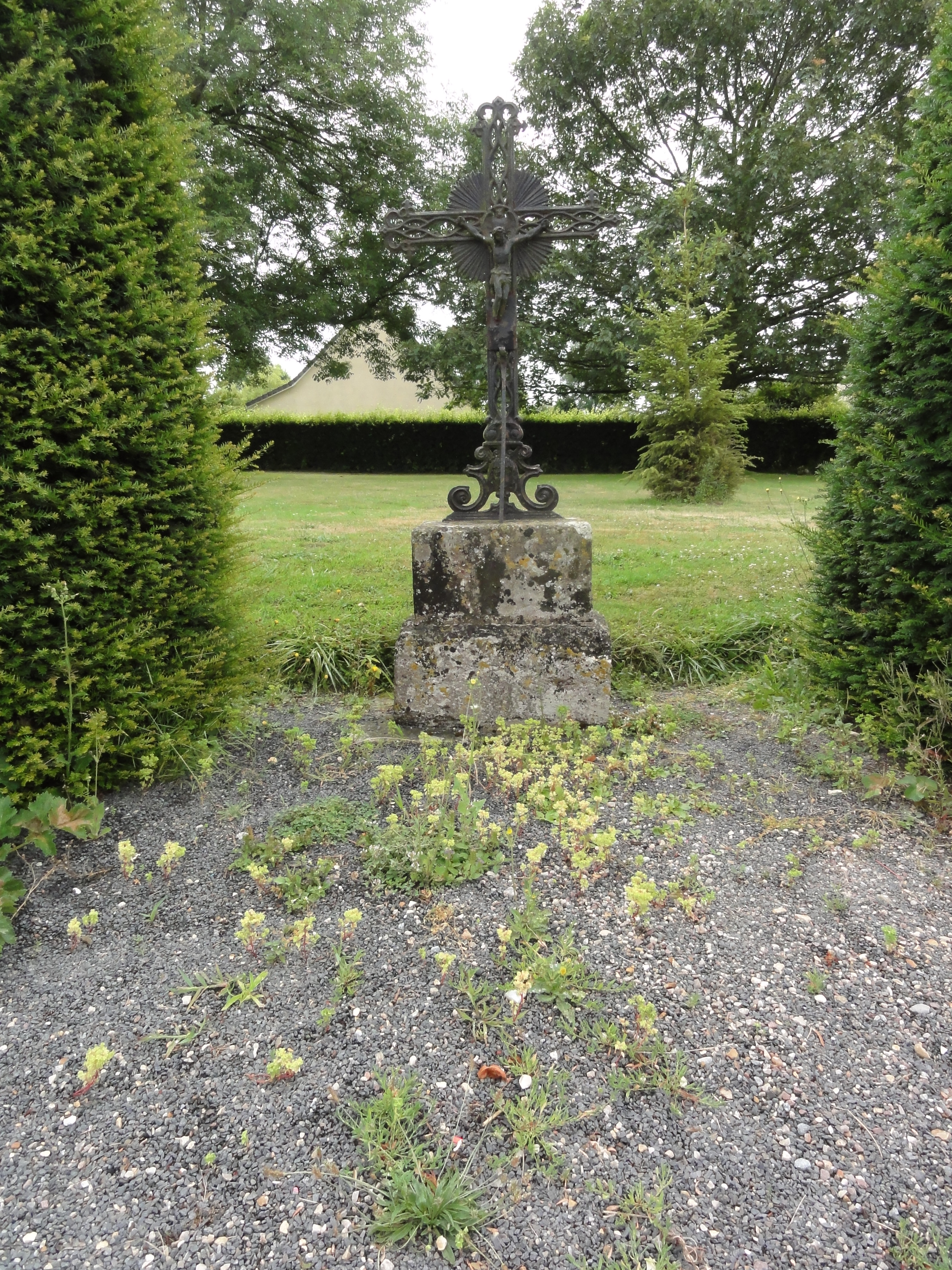
Plusieurs croix de chemin.
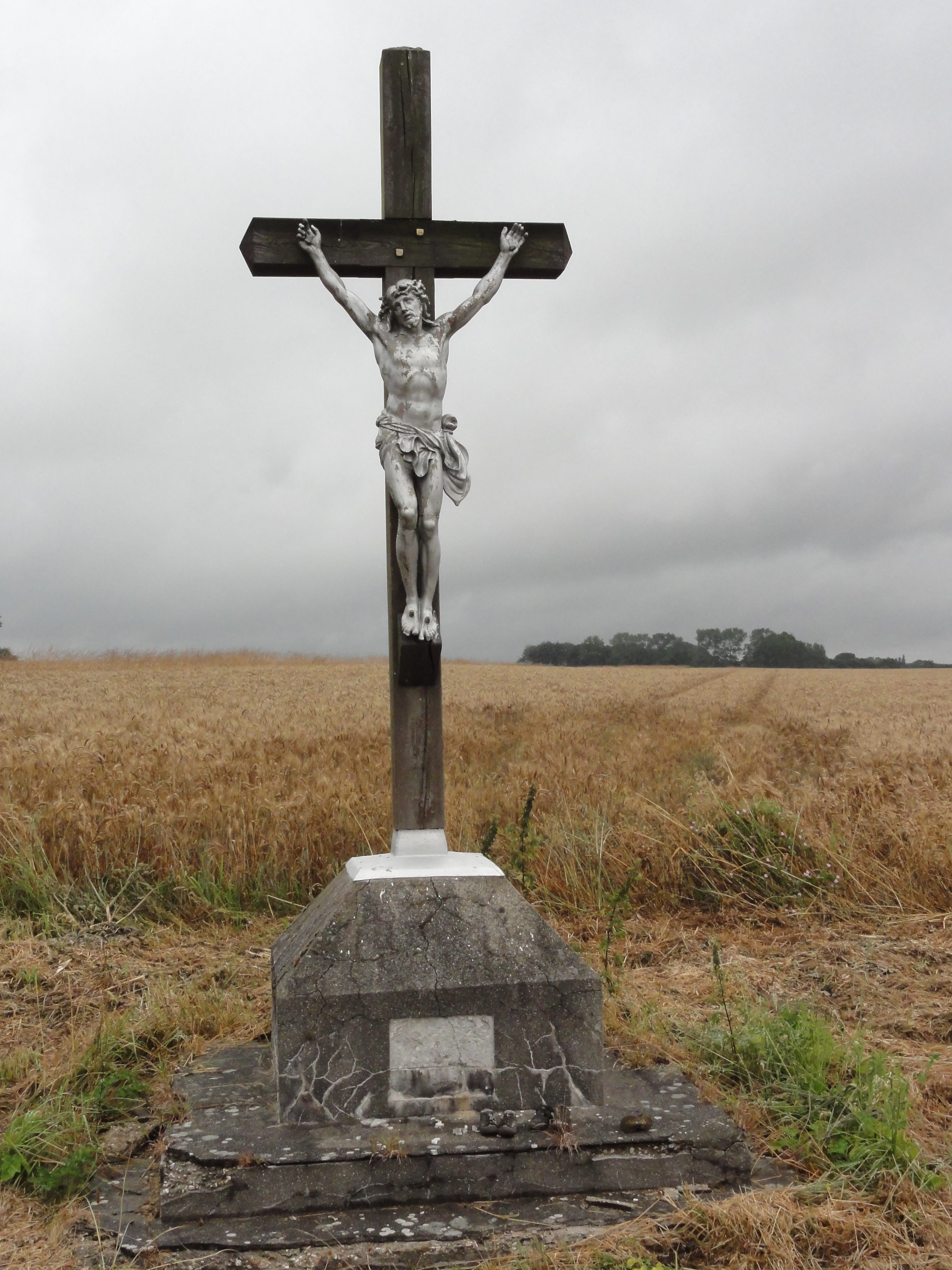
Calvaire, D10-D11.

- Église Saint-Germain.
- Monument aux morts.
- Croix de chemin.
- Calvaire, D10-D11.

### Héraldique
| Armes d'Annouville-Vilmesnil | Les armes de la commune d'Annouville-Vilmesnil se blasonnent ainsi : D'azur aux deux épis de blé tigés et feuillés d’or accompagnés en pointe d’une fleur de gentiane tigée et feuillée du même, au chef aussi d’or chargé d’une bande de gueules surchargée de trois besants d’argent. |